# Jussi Huttunen
Jussi Kalervo Huttunen, född 27 augusti 1941 i Helsingfors, död 1 juli 2023, var en finländsk läkare, specialist i invärtes medicin.
Huttunen blev medicine och kirurgie doktor 1966 och utnämndes till professor 1997. Han var 1972–1982 direktör vid Folkhälsoinstitutet, överdirektör 1982–1996 och generaldirektör 1997–2003.
Huttunen har publicerat arbeten inom invärtes medicin, näringsvetenskap och folkhälsovetenskap. Han har haft talrika poster och uppdrag inom det medicinska samfundet och invaldes 1987 till ledamot av Finska Vetenskapsakademien.

## Utmärkelser
- Riddartecknet av I klass av Finlands Vita Ros’ orden,  6 december 1984[3]
- Kommendörstecknet av Finlands Lejons orden,  6 december 1994[4]
- Militärens förtjänstmedalj,  4 juni 2002[5]
- Finlands Röda Kors’ förtjänstmedalj i silver[6]

[Redigera Wikidata]